# Moyeuvre-Petite
Moyeuvre-Petite (deutsch 1871–1915 Klein-Moyeuvre und 1915–18 bzw. 1940–44 Kleinmövern) ist eine französische Gemeinde mit 443 Einwohnern (Stand 1. Januar 2022) im Département Moselle in der Region Grand Est (bis 2015 Lothringen). Sie gehört zum Arrondissement Thionville.

## Geografie
Moyeuvre-Petite liegt am Conroy, einem Nebenfluss der Orne, 15 Kilometer südwestlich von Thionville auf einer Höhe zwischen 185 und 322 m über dem Meeresspiegel. Das 5,43 km² umfassende Gemeindegebiet grenzt im Westen an das Département Meurthe-et-Moselle. Die Gemeinde befindet sich am westlichen Rand des ehemals großen Eisenerz-Abbaureviers entlang des Ornetales. 80 % der Gemeinde sind von Wald bedeckt. Dieser besteht hauptsächlich aus Eichen, Hainbuchen, Birken, Ahorn, Fichten und Kiefern, Haselnuss- und Kirschbäumen.

## Geschichte
Moyeuvre-Petite mit dem Weiler Corbas war lange Teil der etwas weiter südlich gelegenen Stadt Moyeuvre-Grande. Zu Beginn des 18. Jahrhunderts ließen sich hier im engen Tal des Conroy einige Bewohner aus dem Eisenerzrevier des Ornetales nieder. Gegründet wurde die Gemeinde offiziell im September 1792. Von 1811 bis 1833 gehörte Moyeuvre-Petite noch einmal vorübergehend zur Stadt Moyeuvre-Grande.
Auf der Gemarkung Le Perotin im Nordwesten der Gemeinde wurde 1911 eine heiße Quelle entdeckt, die aus einer Tiefe von 965 Metern mit einer Temperatur von 49 °C sprudelte und 500 Liter pro Minute schüttete. Die Quelle ist onzwischen versiegt.
Das Gemeindewappen ähnelt dem der Nachbarstadt Moyeuvre-Grande. Zu sehen sind die ehemaligen Besitzer des Dorfes: die Abtei von Saint-Pierremont in Avril (Schlüssel) und die Abtei Gorze (Lanze). Die Lachse stehen für das Herzogtum Bar, zu dem Moyeuvre-Petite gehörte.

### Bevölkerungsentwicklung
| Jahr      | 1962 | 1968 | 1975 | 1982 | 1990 | 1999 | 2007 | 2019 |
| Einwohner | 613  | 720  | 679  | 593  | 589  | 560  | 506  | 451  |

## Sehenswürdigkeiten

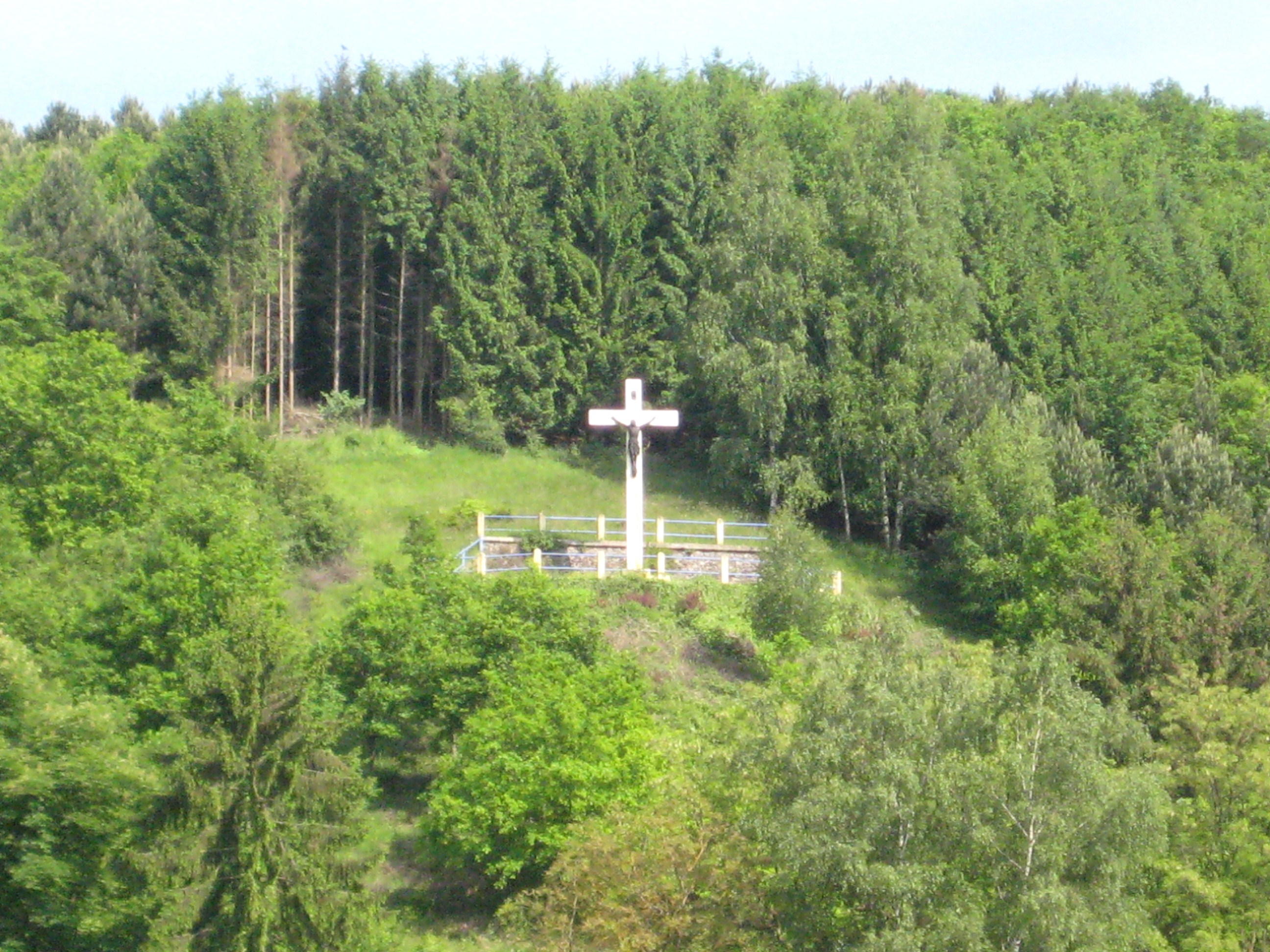
Calvaire von Corbas

- Kirche Saint-Pierre-aux-Liens mit einer denkmalgeschützten Juvinus-Skulptur aus dem 15. Jahrhundert[4]
- Calvaire von Corbas, 40 m über dem nördlichen Dorfkern, 1949 errichtet
- Wasserturm

## Belege
1. ↑  Daten auf cassini.ehess.fr (französisch)
2. ↑  Moyeuvre-Petite (französisch)
3. ↑  Wappenbeschreibung (Memento vom 24. März 2016 im Internet Archive) auf genealogie-lorraine.fr (französisch)
4. ↑  Juvinus-Skulptur auf culture.gouv.fr (französisch)